# Raja ackleyi
Raja ackleyi (лат.) — вид хрящевых рыб семейства ромбовых скатов отряда скатообразных. Обитают в тропических водах центрально-западной части Атлантического океана. Встречаются на глубине до 384 м. Их крупные, уплощённые грудные плавники образуют диск в виде ромба со округлым рылом. Максимальная зарегистрированная длина 51 см. Откладывают яйца. Не являются объектом целевого промысла.

## Таксономия
Впервые вид был научно описан в 1881 году. Вид назван в честь лейтенанта Сета М. Оклея (1845—1908).

## Ареал
Эти демерсальные скаты обитают у берегов Кубы, Мексики (Юкатан) и США (Флорида). Встречаются в вдоль континентального шельфа и в верхней части материкового склона на глубине от 32 до 384 м.

## Описание
Широкие и плоские грудные плавники этих скатов образуют диск в виде сердечка с вытянутым рылом и закруглёнными краями. На вентральной стороне диска расположены 5 жаберных щелей, ноздри и рот. На длинном хвосте имеются латеральные складки.  Хвост довольно широкий с двумя спинными плавниками одинакового размера и формы и слаборазвитым хвостовым плавником. Расстояние от кончика рыла до глаз равно 12—15 % длины тела. Рыло образует угол 97—112°. Лучи грудных плавников распространяются на 1/3 рыла. На верхней челюсти 42—48 зубных ряда. Рот изогнут в виде арки по обе стороны от симфиза. Ороназальная ямка отсутствует. Передняя лопасть брюшных плавников соединяется с задней тонкой перепонкой. Передняя лопасть вдвое короче задней. Длина хвоста равна 52—54 % длины тела.  Дорсальная поверхность диска с обшиными зонами, лишёнными шипов. Колючки имеются на роструме, по краю глазных орбит, вдоль средней линии от затылка до первого спинного плавника. По обе стороны хвоста расположены ряды шипов. На вентральной поверхности шипы покрывают область вокруг рта. Окраска дорсальной поверхности желтовато-коричневого цвета, с тёмными и светлыми пятнышками. Вентральная поверхность белая. У основания грудных плавников на дорсальной поверхности имеется по овальному тёмному пятну.  Максимальная зарегистрированная длина 51 см.

## Биология
Подобно прочим ромбовым эти скаты откладывают яйца, заключённые в жёсткую роговую капсулу с выступами на концах. Эмбрионы питаются исключительно желтком. 

## Взаимодействие с человеком
Эти скаты не являются объектом целевого промысла. Могут попадаться в качестве прилова при траловом лове креветок. Данных для оценки Международным союзом охраны природы охранного статуса вида недостаточно.